# なつゲー
『なつゲー』は、NTTコミュニケーションズが運営していたコミュニティサイト。“懐かしいゲーム”すなわちレトロゲームをコミュニティの中核としていたためこの名前がついた。キャッチコピーは「〜懐かしのゲームがオンラインで面白い〜」。
2004年10月4日に正式オープンに移行したが、2006年10月26日には終了のお知らせが出され、翌年の2007年3月30日13:00をもってサービスを終了した。

## 概要
大まかな利用方法は次のとおり。
- ロビーに待機し、ゲームで遊ぶ。
- 入会時に割り当てられたスペースで日記を書く。
- アバターや背景、エフェクト等の有料アイテムを購入して飾りつけ。

当初は、懐かしのゲーム「なつゲー」が中心であったが、のちに無料のオリジナルFlashゲーム「ひまゲー」が企画・投入された。また、なつゲースゴロクや、なつゲーCUP、組別対抗戦、川柳などの運営側が主体の各種イベントも実施された。
ユーザー側でも、主に日記や掲示板のコミュニティ機能を活用したユーザー独自のイベントが行われた。

## アバター
本サービスでは、各ユーザーごとにアバターが設けられている。アイテムの種類は、アバター本体・エフェクト（前後）・背景、各ユーザーのコミュニティスペース用スキンがあり、これらを無料もしくは有料にて入手し、自分のコミュニティスペースに飾り付けることができる。
アバターは各種コミュニティサイトにおいてもよく見られるサービスであるが、本サービスでは「レンタル制」という特徴がある。購入したアバターのアイテムには期限（大体30日〜60日が多い）が設けられており、期限切れになるとそのアイテムは消滅する。

## コミュニケーションツール
本サービスにおけるコミュニケーション促進機能として、以下の機能が用意されている。

### 友達リスト
「お気に入り」に入れたユーザーを確認できる機能。ログイン中に他のユーザーに対して「お気に入りに追加」アクションを実行することでリストに登録できる。登録に相手の承認は必要なく、自動的に登録された。

#### 機能
友達リストに登録することで、以下のような機能が利用できる。
- 登録ユーザーのオンライン状況をログイン後のトップページで確認できる。
- ゲームロビーを起動した際に、同じロビー内に登録したユーザーがいる際は、強調して表示される。
- ミニメールを出す際に、友達登録をしたユーザーのユーザー名が送信先リストに登録され、選択するだけで送信先に入力される。
- 登録したユーザーが日記を書くと、翌日のお知らせメールに日記タイトルが掲載される（お知らせメールを有りに設定した場合のみ）。
- 登録されたユーザーのファンリストに自分のユーザー名が表示される。

#### 意義
仲の良いユーザーを登録して表示・強調する機能は、SNS等他のコミュニケーションサイトでも名称を変えて見られる機能であり（例：mixiにおける「マイミクシィ」）、ユーザー同士の交流を深める際には有効な機能と言える。

### ファンリスト
自分を「友達リスト」に登録しているユーザーとそのオンライン状況を一覧できる機能。退会済のユーザーもリストに表示される。

### ブラックリスト
特定の他ユーザーとの交流を遮断する機能。ログイン中はブラックリストに登録したユーザーが表示されなくなる。また、ブラックリスト登録を受けたユーザーは、ログイン中にブラックリスト登録をしたユーザーのコミュニティスペースにアクセスした際、ブラックリストに登録された旨表示され、閲覧、書き込み、ミニメールの送信などができなくなる。
ただし、ログインせずにスペースを閲覧できたため、閲覧を完全に遮断することは不可能であった。

## ミニメール
すべてのユーザーに無料で付与される機能のひとつ。
ユーザー同士でのメッセージ交換はもとより運営側からのお知らせ通知、アバターやエフェクト等が他のユーザーからプレゼントされた際の通知など、ユーザー側・運営側双方で活用された。
ミニメールが届いている場合、ログイン後のトップページで通知される。メッセージの内容はログインしないと閲覧できなかったが、外部メールアドレス（携帯メールを含む）へのお知らせ配信機能を利用することにより、着信の有無やタイトルをリアルタイムで確認することができた。

### 意義
ミニメールには相手のメールアドレスを尋ねなくても、ユーザー名さえ判れば送信できる気軽さがあり、ユーザー同士がコミュニケーションを深耕する際に大きく寄与した機能と言える。

## BGPとBHP
サービス開始から数ヶ月後、リニューアルに伴い、BGPとBHPが発表された。
BGP（ベストゲームプレイヤーの略）ゲームで活躍したユーザーに与えられる
BHP（ベストホームページの略）ホームページ活動で目立ったユーザーに与えられ．
このBGPとBHPは隔週木曜に発表された（最終週など除く）。原則として一人につきそれぞれ一回だけ受賞できるものであるが、晩期には両賞ともに二度目の受賞者が出ることがあった。

### 内容
特に賞品などがある訳ではなく、サイトトップに受賞者のアバターと運営による紹介文が載るという栄誉だけが与えられた。
ゲームを熱心に遊んでいるユーザーは、かつてのマイコンBASICマガジンやゲーメストで行なわれていたランキングのような、ライバルとの切磋琢磨を楽しんでいる者も多く、彼らにとってBGPは新たな目標と化した。

## なつゲーで遊べたゲーム一覧
遊べるタイトルはすべてファミコン版とほぼ同内容。
料金は1ゲームにつき5ゴールド（1ゴールドは10円）で、50ゴールド単位で購入する仕組み。後にはゲームパス等の割安なチケットも登場した。

### ゲーム
- ソロモンの鍵
- 10ヤードファイト
- マイティボンジャック
- アトランチスの謎
- いっき
- エレベーターアクション
- 影の伝説
- スペースインベーダー
- アルカノイド
- スターソルジャー
- バイナリィランド
- 迷宮組曲 ミロンの大冒険
- ナッツ&ミルク
- チャレンジャー
- スーパースターフォース 時空暦の秘密
- ジッピーレース
- 熱血高校ドッジボール部
- ダウンタウン熱血物語
- ダウンタウン熱血行進曲それゆけ大運動会
- 上海2
- 究極ハリキリ甲子園
- 怒

### リフィル
ユーザーがログインした状態でリフィル登録し、所定の時間が経つとゲームチケットがプレゼントされる制度。
初期は30分のリフィルで1ゲーム分遊べたのだが、後に60分に変更された。
なお、1ゴールドでも手元にあるとリフィルは使えず、1ゴールドで買えるアイテムは無かったため、いつまで経ってもリフィルが出来ないユーザーも居た。

### ひまゲー
ひまゲーは、2005年6月30日にサービスが開始された、Flash Playerを利用した無料シンプルゲーム集。
なつゲー同様ランキング機能があった事や、シンプルで分かりやすいゲーム性に加え、ログインせずとも遊べた（その場合ランキングには入らない）事から、多くのユーザーにプレイされていた。
現在はi-revo及び制作元のゲームデザインにてプレイすることができる。

### KING OF WANDS
KING OF WANDS（キングオブワンズ）は、2005年11月4日にサービスが開始された、なつゲーオリジナルのオンラインカードゲーム。ゲームデザインは米光一成。
魔法専門学校「マルクト魔術学園」を舞台としたファンタジー系の世界で、カードからモンスターを召喚しつつ一対一で戦う対人ゲームである。なつゲー終了と共に、旧サービスも終了した。
サービス開始前は、肝心の懐かしいゲームの追加が滞りがちだった事もあり、何でなつゲーにオリジナル新作ゲームがという風潮であったが、本作のゲームとしての完成度が高かったため、新たなユーザーの獲得に成功した。
ただ、KING OF WANDSに惹かれて登録した新規ユーザーは懐かしいゲームにあまり興味がない場合が多く、以前からのユーザーでKING OF WANDSをプレイする者も少なかったため両者の接点は少なく、コミュニティ上では別派閥のようになってしまう事となった。その後、サービス終了間際の卒業のような雰囲気の中、双方の歩み寄りが見られた。
2007年11月2日Dex Entertainmentにより新生「キングオブワンズ KING OF WANDS」として、サイトがオープンした（過去のデータは引継ぎ不可）。
翌年2月12日に正式サービスを開始したが、大幅な梃入れが有効に働かず、僅か二ヶ月後の2008年4月30日にサービス終了。
現在はDexより事業移管したゲームポッドの子会社GPコアエッジと、ライブウェアの共同で2008年12月17日からモバイル版を配信している。

## ゲームロビー
なつゲーが提供したサービスの一つ。
有料ゲームをプレイする際に立ち上がるゲーム機能、対戦機能、観戦・チャット機能を持ち合わせたプログラムの総称。
のちに「なつゲーナビ」という名称のアップグレード版がリリースされる。

### 使用方法
各種ゲームの起動ボタンをクリックすると、初回に自己解凍プログラムがダウンロードされて自動的に立ち上がる。基本的OSはウィンドウズ（98以降）のみの対応で、マックは非対応。
各ユーザーはゲームロビーを立上げ後、プレイチケット・各種有料パスによる支払い手続きを終えるとゲームをプレイできた。

### 特長と動作の安定性
ゲームロビーの特長は単にゲームをプレイ出来るだけではなく、他のユーザーが同時に接続・対戦・観戦・チャットを出来る多機能さにあった。
この特長は他のゲームサイト、エミュレーターには無いものであった。
一方多機能な当プログラムは、ユーザー側のマシンスペックの違いや、接続環境の違いに起因するバグやエラー等の不具合を誘発する事となり、β版による一定の試用期間を設けたにも関わらず正式リリース後も各ユーザーにより相次いで報告され、『プレイ中に接続が途切れ、スコアが記録に残らない』等、サービス終了まで解消されない不具合もあった。しかし、プレイ中にチャットすると接続が途切れにくくなる等、ユーザーによって見つけられた裏技的解消法もあった。
後に外見も一新された「なつゲーナビ」が登場した（旧ロビーも使える）。